# Mauro Gavotto
Mauro Gavotto (ur. 16 kwietnia 1979 w Cuneo) – włoski siatkarz występujący obecnie w Serie A, w drużynie Tonno Callipo Vibo Valentia. Gra na pozycji atakującego. Mierzy 202 cm.

## Kariera
- 1998–2000  Alpitour Cuneo
- 2000–2001  Kappa Torino
- 2001–2003  Copra Piacenza
- 2003–2004  Estense Torri Ferrara
- 2004–2012  Acqua Paradiso Montichiari
- 2012–2013  Marmi Lanza Werona
- 2013-nadal Tonno Callipo Vibo Valentia

## Sukcesy
- Puchar Włoch: 1999
- Superpuchar Włoch: 1999